# Rivière Tortue Sud-Ouest
Pour les articles homonymes, voir Tortue (homonymie).
La rivière Tortue Sud-Ouest est un affluent de la rive ouest de la rivière Tortue, laquelle se déverse sur la rive sud du fleuve Saint-Laurent, à l'est du village de L'Islet-sur-Mer.
Ce cours d'eau coule exclusivement dans la municipalité de L'Islet, dans la municipalité régionale de comté (MRC) de L'Islet, dans la région administrative de Chaudière-Appalaches, au Québec, au Canada.

## Géographie
La rivière Tortue Sud-Ouest prend sa source à l'est du village de Saint-Eugène, dans la municipalité de L'Islet. Cette source est située en zone agricole au nord de l'autoroute 20, à 3,8 km à l'est de la rive sud du fleuve Saint-Laurent, à 4,8 km au sud du centre du village de L'Islet-sur-Mer et à 1,8 km à l'ouest du centre du village de Saint-Eugène.
À partir de sa source, la rivière Tortue coule sur 10,7 km, répartis selon les segments suivants :
- 2,3 km vers l'ouest, puis en courbant vers le nord, jusqu'à une rue située au sud-ouest du village de Saint-Eugène ;
- 3,9 km vers le nord-est, en coupant le chemin de fer, jusqu'à la route 285 (Boulevard Nilus-Leclerc), qu'elle coupe dans la partie nord du village de L'Islet ;
- 4,5 km vers le nord-est dans L'Islet, en recueillant les eaux de la rivière du Petit Moulin et en coupant le chemin de fer, jusqu'à sa confluence.

La rivière Tortue Sud-Ouest se déverse sur la rive ouest de la rivière Tortue. Cette confluence est située à 1,4 km au sud-est de la rive sud du fleuve Saint-Laurent, à 2,6 km au sud de la confluence de la rivière Tortue, à 1,8 km au sud-est du village de L'Islet-sur-Mer.

## Toponymie
Ce toponyme rivière Tortue Sud-Ouest est dérivé de l'appellation de la rivière principale rivière Tortue. L'usage des noms d'animaux est fréquent en toponymie canadienne française pour désigner des cours d'eau. Le terme tortue fait habituellement référence à lenteur du courant à cause de la faible dénivellation.
Le toponyme rivière Tortue Sud-Ouest a été officialisé le 5 décembre 1968 à la Commission de toponymie du Québec.